# ديكسون هال لويس
ديكسون هال لويس (بالإنجليزية: Dixon Hall Lewis)‏ (و. 1802 – 1848 م) هو سياسي، ومحام من الولايات المتحدة الأمريكية ولد في مقاطعة دينويدي.
تولى منصب عضو مجلس الشيوخ الأمريكي .وهو عضو في الحزب الديمقراطي الأمريكي .

## التعليم
تعلم في جامعة كارولاينا الجنوبية.